# Reber Plan
Le plan Reber à la fin des années 1940, était de combler certaines parties de la baie de San Francisco pour créer un réservoir côtier. Il fut conçu et préconisé par John Reber, acteur, producteur de théâtre et instituteur.

## Projet de la baie de San Francisco
Dans le cadre du plan, également connu sous le nom de San Francisco Bay Project, l'embouchure de la rivière Sacramento (depuis la Suisun Bay) serait canalisée par des barrages et alimenterait deux lacs d'eau douce dans la baie, fournissant de l'eau potable aux habitants de la région de la baie. Les barrières soutiendraient le trafic ferroviaire et routier et créeraient deux vastes lacs d'eau douce, fournissant de l'eau d'irrigation aux fermes. Entre les lacs, Reber proposa la remise en état de 20 000 acres (8 094 hectares) de terrain qui serait traversé par un chenal d'eau douce. À l'ouest du canal se trouveraient des aéroports, une base navale et une paire d'écluses de taille comparable à celles du canal de Panama. Des usines industrielles seraient développées à l'est.
Le San Francisco Chronicle a approuva le concept du plan d'une chaussée pour remplacer ou compléter le pont de la baie de San Francisco, déclarant:

« There are a great many difficulties to be surmounted, just as there were for the Bay and Golden Gate bridges, but they can be surmounted by application of the same kind of drive and technical know-how that brought the present great spans into being. »

## Test de faisabilité
En 1953, le US Army Corps of Engineers recommanda une étude plus détaillée du plan et finalement construisit un modèle hydraulique de la région de la baie (en) pour le tester. Les barrières, qui constituaient l'élément essentiel du plan, ne survécurent pas à cette étude critique,,,. La mise au rebut du plan Reber au début des années 1960 est peut-être un signe de la fin d'une ère de projets de génie civil grandioses visant à restructurer totalement l'environnement naturel d'une région et le signe de la naissance de l'ère environnementaliste.